# Prodasineura interrupta
Prodasineura interrupta – gatunek ważki z rodziny pióronogowatych (Platycnemididae). Występuje w Azji Południowo-Wschodniej – szeroko rozpowszechniony na wyspach Sumatra i Belitung, na południu Półwyspu Malajskiego oraz w Singapurze; możliwe, że występuje też na zachodzie Borneo.